# Herpestomus brunnicans
Herpestomus brunnicans là một loài tò vò trong họ Ichneumonidae.